# 古木克明
古木 克明（ふるき かつあき、1980年11月10日 - ）は、三重県松阪市出身の元プロ野球選手（外野手・内野手、右投左打）、元総合格闘家、YouTuber、一般社団法人スポーツFプロジェクト代表理事。事業構想大学院大学修了。

## 経歴

### プロ入り前
愛知県豊田市の豊田大谷高校に入学。同校の2年時に第79回全国高等学校野球選手権大会（夏の甲子園）1回戦の長崎南山高校（長崎）戦で2本塁打を放ち、延長12回の末6対4で甲子園初勝利。2回戦の甲府工高（山梨）戦では二塁打で出塁直後に隠し球で刺されるなどで、チームも2対4と敗れた。高知商高の藤川球児と共に2年生では2人だけ高校日本代表選出。
3年時の第80回全国高等学校野球選手権大会（夏の甲子園）ではベスト4に進出。1回戦では村田修一、大野隆治、田中賢介擁する東福岡高（福岡）と対戦し、6対4で勝利。2回戦では上本達之、嶋村一輝擁する宇部商高と対戦、延長15回を制し3対2でサヨナラ勝利。3回戦では前年の優勝校・智辯和歌山高（和歌山）と対戦、7対6で9回表に逆転勝利。準々決勝では和田毅を擁する浜田高（島根）と対戦、延長10回を制し4対3でサヨナラ勝利。準決勝では吉見太一擁する京都成章高（京都）と対戦するが、自身4三振と精彩を欠きチームも1対6で敗退し、決勝戦進出はならなかった。
高校時代は練習の虫で、甲子園の中継では「バットを抱いて寝る」「グローブなどの道具を大切にする」選手として紹介された。左打ちながらレフト方向にも本塁打が打てる強打者だった。
1998年度ドラフト会議にて横浜ベイスターズから1位指名（松坂大輔の外れ1位指名）を受け、入団。指名当日、福岡ダイエーホークス志望だった古木に、当時横浜の監督だった権藤博が直接挨拶に出向いた（権藤の挨拶については、東海地方在住である権藤が自宅に帰るついでだったという説もある）。背番号は3（1993年限りで高木豊が戦力外となって以来、5年間空き番だった）。

### 横浜時代
1999年から2001年は一軍の出場は数試合だったが、二軍（イースタン・リーグ）では1999年にフレッシュオールスターゲームに出場しMVPを獲得。2000年に打率.305、10本塁打、2001年には打率.272、12本塁打と長打力を発揮していた。
2002年、背番号3を石井浩郎に譲り33へ変更。二軍でチームトップの打率.285、13本塁打を打ち、シーズン後半に若手起用の方針から一軍で積極的に起用された。9月7日の対阪神タイガース戦で川尻哲郎からプロ入り初本塁打を打つと、その後1か月半で桑田真澄、山本昌、岩瀬仁紀、河原純一などエース級投手から次々と本塁打を放ち、最終的に9本塁打を記録。打率も.320を記録した。また黒江透修監督代行によって9月後半から13試合で4番として起用された。シーズンオフに開催された第15回IBAFインターコンチネンタルカップ日本代表に選出され、4本塁打を放ち、本塁打王とベストナインとなった。
2003年は6番・三塁で開幕スタメンで起用され、規定打席未到達ながら本塁打は22本を記録。しかし、打率は.208と低く、131三振（389打席、三振率は.337）はリーグワーストのタイロン・ウッズの132三振（551打席、三振率は.240）に次ぐ記録だった。左投手やチャンスに弱く（得点圏打率は.121、打点は37）、守備ではリーグ最多の20失策を記録した（三塁で18失策、外野で2失策）。シーズン後半からは外野手として出場した。
2004年から正式に外野手にコンバートされた。しかし、多村仁、佐伯貴弘、金城龍彦が揃って3割に到達し、外野のレギュラーが固定されていたため、主に代打や多村仁あるいはタイロン・ウッズの欠場時として出場。打率は.290と上向き、出塁率が.365と打撃面では向上。5月4日の対読売ジャイアンツ戦（横浜スタジアム）で決勝本塁打を放ち、お立ち台に上がった。なお、打点は依然として少ないままであった。
2005年は新監督の牛島和彦が守備力を重視していたこともあり、安定した守備力を持つ小池正晃との定位置争いに敗れ、出場機会が減少。オフに他球団へのトレードを志願したが、球団側の説得やファンの声援もありトレード志願を取り下げた。
2006年は多村の故障や小池の打撃不振により、3年ぶりの100試合出場と出場機会を得たものの、打率.252と良い結果が残せず、小池の復調や吉村裕基の台頭後は再び控えに回るようになった。外野守備においても打球判断の拙さから平凡なフライを三塁打にするなど、外野手ではリーグ最多の8失策を喫した。シーズン終了後、右肘骨棘除去手術をした。
2007年は前年の手術の影響でキャンプを二軍で迎える。巨人との開幕第2戦で門倉健からチーム第1号となる決勝本塁打を放つなど、前半戦は活躍を見せていたが、夏に再び二軍落ちを経験するなどシーズン通しての活躍はできなかった。同年オフに大西宏明との交換トレードでオリックス・バファローズへ移籍。

### オリックス時代
2008年も二軍で開幕を迎えたが、4月に一軍に昇格するとまずまずの打撃を見せた。しかし、5月は月間打率が1割台と打撃不振で6月上旬に二軍降格。その後二軍ではチーム2位の7本塁打、打率.279の成績を残したが、一軍昇格することなくシーズンを終えた。出場機会は2002年以降では最少で、一軍で本塁打なしに終わるのは7年ぶりだった。
2009年も二軍で打率が3割を超えるなど好調な打撃を見せ、5月に一軍昇格。対右投手時のスタメン及び左の代打要員として起用されたが成果を残せず、1か月ほどで二軍降格。その後二軍では打率は.310と好成績を残していたが、同時に三振王（74個）にもなり、一軍に昇格することなくシーズン終了。10月3日に戦力外通告を受けた。その後、12球団合同トライアウトに2度参加したが獲得球団はなく、現役を引退した。

### 格闘家へ転向
2009年12月8日、格闘技の新団体「スマッシュ」に入団することが発表された。「野球に未練はない、世界を代表する格闘家を目指したい」と意気込みを語った。12月20日に行われたプロ野球55年会が企画したチャリティーマッチに参加、9回に代打で出場し、レフトフライに終わった。試合後、古木にとっては最後の試合ということで両チームの選手による胴上げが行われた。なお、格闘家転身については2009年12月30日に放送されたTBSのドキュメント番組、『壮絶人生ドキュメント 俺たちはプロ野球選手だった』でも紹介された。
2010年6月にゴールドジムベースボールクラブの一員として茨城ゴールデンゴールズとの練習試合に参加（同チームにはコーチ兼任で元西武の上田浩明も選手登録）。また、6月26日に西調布アリーナで行われたアマチュアDEEPの第1回大会において、総合格闘家として長南亮と2分2ラウンドのエキシビションマッチを行った。
2010年12月31日、Dynamite!! 〜勇気のチカラ2010〜にてアンディ・オロゴンと対戦。5分3ラウンドを戦い抜き、0-3の判定負けを喫した。
2011年4月22日、DEEP 53 IMPACTにて海老名義隆（元明治大学ラグビー部選手）と対戦。5分2ラウンド戦にて2-0の判定勝ち。格闘技転向後の初勝利となった。

### 野球再挑戦
4月の格闘技初勝利後、少年野球指導者を目指し、セカンドキャリアの実務研修を兼ねて「少年野球指導教室 中野塾」に参加。野球の練習を開始する。その後、関係者からの勧めもあって格闘家を引退し、球界復帰を目指すこととなった。球界復帰のために、社会人野球のかずさマジックの練習に参加。また、平行して大久保博元の下で練習を行なっていた。古木は格闘家を引退した理由を2つ挙げている。1つは試合中に感じた「死ぬかもしれない」という恐怖に耐え切れなかったこと、もう1つは格闘技のトレーニングをしているときも結局野球のことを考えてしまい、自分には野球しかないと気付いたからだとしている。11月の12球団合同トライアウトにも参加したが獲得球団は現れなかった。この模様はTBS系「プロ野球戦力外通告・クビを宣告された男達」でも特集された。
2012年からは大久保が主宰する「デーブ・ベースボール・アカデミー」の非常勤講師に就任しながら練習を続けていた。同年11月の12球団合同トライアウトにも参加し、12月26日放送の「プロ野球戦力外通告・クビを宣告された男達」でも特集されたが獲得球団はなく、海外でのプレーも検討することを示唆した。

### 米独立リーグ時代
2013年、神奈川県横浜市瀬谷区と座間市の中学生を中心に活動しているヤングリーグ硬式野球チーム、横浜ヤング侍の名誉監督に就任。その後、元近鉄の佐野重樹からの紹介で石川ミリオンスターズ社長の端保聡と出会い、6月からBCリーグとハワイの独立リーグの合意の一環として、パシフィック・アソシエーションのハワイ・スターズに挑戦。そのまま同チームに入団。シーズンでは54試合に出場し打率.307、2本塁打、39打点、8盗塁を記録した。

### 引退後
古木はその後、シーズン終了後に現役を引退。宮城県に移住し、プロアスリートとしては初となる復興支援活動を伴う一般社団法人スポーツFプロジェクト(SFP)を2014年1月に設立。また事業の傍ら、2014年4月から事業構想大学院大学の大学院生としてアスリートのセカンドキャリアの研究をしながら、MPD（事業構想修士）を取得して2016年3月修了。元プロ野球選手として初めて、車椅子ソフトボールの大会に出場するなど、様々な方面で活動している。日本少年野球連盟 ボーイズリーグ神奈川県支部所属の「横浜保土ヶ谷ボーイズ」の監督も務める。

## プレースタイル
高校通算52本塁打を記録した天性の長打力を持つが、プロでの通算打率は.247と荒削りな打撃だった。2003年は規定打席不足にもかかわらずリーグ2位の三振数を記録している。足の速い選手でもあり、打数に対し併殺打の割合は低い。
守備力は三塁、外野ともに低く、2003年に三塁手ではリーグ最多の18失策、2006年に外野手ではリーグ最多の8失策を記録している。守備に難があったことについて古木はドライアイが大きな理由だったと語っている。野球界復帰時に行った検査で、片目の涙量がゼロという極度のドライアイであることが分かり、実際に打席や守備についている時に目がかすんだり、距離感がつかめなくなることがたびたびあったと語っている。このドライアイは既に治療を済ませている。

## 人物
愛称は「カッチャン」、または米独立リーグ時代に名付けられた「ベースボールサーファー」。
1992年度（平成4年度）に松阪市立南小学校を卒業したが、同校の卒業文集に「絶対に行きたくない球団はロッテ、大洋」と書いていた。その理由は、本人曰く「大洋（横浜大洋ホエールズ）は弱いチームだから」だったが、先述の通り後に1998年のドラフト会議で「行きたくない球団」の1つだった大洋の後身である横浜から1位指名を受けて入団しており、その際は喜んできたと語っている。この卒業文集のエピソードはプロ入り後に『日刊スポーツ』紙上や、フジテレビのバラエティ番組『トリビアの泉 〜素晴らしきムダ知識〜』で紹介されている。
2004年の春季キャンプ中には、横浜のキャンプ地・沖縄県宜野湾市で麻布台出版社から取材を受けた際、上半身裸の肉体美を披露する写真を撮影させ、同社出版の『ベースボールポポロ』に掲載された。古木の体に魅せられたカメラマンが上半身裸になって欲しいと依頼すると、古木もテレながら笑顔でリクエストに応じたという。
2005年正月にはTBSの特別番組『スポーツマンNo.1決定戦』に出演するも、BURN OUT GUYSでは雲梯から落下しまさかの失格となった。
同年7月1日にモデルの池端忍と結婚。翌2006年1月に女児が誕生したが、2012年7月に離婚（公表は同年9月）。女児の親権は池端の元へ渡った。その後、別の女性と再婚し、男児を儲けている。
2006年正月にはチームの大先輩である石井琢朗宛ての年賀状で、宛名を「石井豚朗」と書いていた。
プロ野球引退後の2010年7月13日の千葉ロッテマリーンズ対オリックス（千葉マリンスタジアム）の始球式に登場。マウンドでTシャツを脱ぎ上半身裸になり投球。なお、その際捕手役は横浜時代の同僚だった吉見祐治が務めた。
上原浩治の公式YouTubeチャンネルに2021年7月に公開された動画で森本稀哲は「フライが取れない」と彼の守備力を酷評していた。二軍時代には凡フライを真横に落として森本を笑い転げさせたこともある。
横浜時代の応援歌は古木自身の要望で、2011年にトレードで入団した嶋村一輝（オリックス時代の後輩）に継承された。

## 詳細情報

### 年度別打撃成績
| 年 度      | 球 団      | 試 合 | 打 席 | 打 数 | 得 点 | 安 打 | 二 塁 打 | 三 塁 打 | 本 塁 打 | 塁 打 | 打 点 | 盗 塁 | 盗 塁 死 | 犠 打 | 犠 飛 | 四 球 | 敬 遠 | 死 球 | 三 振 | 併 殺 打 | 打 率 | 出 塁 率 | 長 打 率 | O P S |
| ---------- | ---------- | ----- | ----- | ----- | ----- | ----- | -------- | -------- | -------- | ----- | ----- | ----- | -------- | ----- | ----- | ----- | ----- | ----- | ----- | -------- | ----- | -------- | -------- | ----- |
| 1999       | 横浜       | 3     | 3     | 3     | 0     | 0     | 0        | 0        | 0        | 0     | 0     | 0     | 0        | 0     | 0     | 0     | 0     | 0     | 0     | 0        | .000  | .000     | .000     | .000  |
| 2001       | 横浜       | 4     | 5     | 4     | 0     | 0     | 0        | 0        | 0        | 0     | 1     | 0     | 0        | 0     | 1     | 0     | 0     | 0     | 1     | 0        | .000  | .000     | .000     | .000  |
| 2002       | 横浜       | 34    | 106   | 100   | 15    | 32    | 6        | 0        | 9        | 65    | 22    | 2     | 0        | 1     | 1     | 4     | 0     | 0     | 25    | 2        | .320  | .343     | .650     | .993  |
| 2003       | 横浜       | 125   | 389   | 351   | 46    | 73    | 12       | 0        | 22       | 151   | 37    | 2     | 4        | 0     | 0     | 25    | 1     | 13    | 131   | 3        | .208  | .285     | .430     | .716  |
| 2004       | 横浜       | 94    | 208   | 186   | 26    | 54    | 3        | 0        | 11       | 90    | 27    | 3     | 0        | 0     | 0     | 19    | 1     | 3     | 57    | 1        | .290  | .365     | .484     | .849  |
| 2005       | 横浜       | 65    | 116   | 105   | 10    | 26    | 5        | 1        | 2        | 39    | 10    | 1     | 2        | 0     | 0     | 8     | 0     | 3     | 35    | 1        | .248  | .319     | .371     | .690  |
| 2006       | 横浜       | 110   | 321   | 298   | 32    | 75    | 18       | 1        | 10       | 125   | 35    | 3     | 4        | 0     | 3     | 15    | 1     | 5     | 72    | 3        | .252  | .296     | .419     | .715  |
| 2007       | 横浜       | 72    | 168   | 158   | 13    | 39    | 11       | 1        | 4        | 64    | 14    | 1     | 2        | 1     | 2     | 6     | 0     | 1     | 43    | 0        | .247  | .275     | .405     | .681  |
| 2008       | オリックス | 21    | 50    | 45    | 4     | 10    | 2        | 1        | 0        | 14    | 4     | 0     | 1        | 0     | 0     | 3     | 0     | 2     | 8     | 2        | .222  | .300     | .311     | .611  |
| 2009       | オリックス | 9     | 14    | 13    | 0     | 3     | 1        | 0        | 0        | 4     | 0     | 0     | 0        | 0     | 0     | 1     | 0     | 0     | 5     | 0        | .231  | .286     | .308     | .593  |
| 通算：10年 | 通算：10年 | 537   | 1380  | 1263  | 146   | 312   | 58       | 4        | 58       | 552   | 150   | 12    | 13       | 2     | 7     | 81    | 3     | 27    | 377   | 12       | .247  | .305     | .437     | .742  |

### 年度別守備成績
| 年 度 | 球 団      | 一塁  | 一塁  | 一塁  | 一塁  | 一塁  | 一塁     | 三塁  | 三塁  | 三塁  | 三塁  | 三塁  | 三塁     | 外野  | 外野  | 外野  | 外野  | 外野  | 外野     |
| 年 度 | 球 団      | 試 合 | 刺 殺 | 補 殺 | 失 策 | 併 殺 | 守 備 率 | 試 合 | 刺 殺 | 補 殺 | 失 策 | 併 殺 | 守 備 率 | 試 合 | 刺 殺 | 補 殺 | 失 策 | 併 殺 | 守 備 率 |
| ----- | ---------- | ----- | ----- | ----- | ----- | ----- | -------- | ----- | ----- | ----- | ----- | ----- | -------- | ----- | ----- | ----- | ----- | ----- | -------- |
| 2001  | 横浜       | -     | -     | -     | -     | -     | -        | -     | -     | -     | -     | -     | -        | 1     | 1     | 0     | 0     | 0     | 1.000    |
| 2002  | 横浜       | 1     | 2     | 0     | 0     | 0     | 1.000    | 27    | 11    | 47    | 5     | 5     | .921     | -     | -     | -     | -     | -     | -        |
| 2003  | 横浜       | -     | -     | -     | -     | -     | -        | 86    | 49    | 128   | 18    | 7     | .908     | 24    | 26    | 0     | 2     | 0     | .929     |
| 2004  | 横浜       | -     | -     | -     | -     | -     | -        | -     | -     | -     | -     | -     | -        | 44    | 41    | 0     | 0     | 0     | 1.000    |
| 2005  | 横浜       | -     | -     | -     | -     | -     | -        | -     | -     | -     | -     | -     | -        | 17    | 18    | 0     | 1     | 0     | .947     |
| 2006  | 横浜       | -     | -     | -     | -     | -     | -        | -     | -     | -     | -     | -     | -        | 77    | 121   | 6     | 8     | 0     | .941     |
| 2007  | 横浜       | -     | -     | -     | -     | -     | -        | -     | -     | -     | -     | -     | -        | 48    | 64    | 2     | 2     | 0     | .971     |
| 2008  | オリックス | -     | -     | -     | -     | -     | -        | -     | -     | -     | -     | -     | -        | 8     | 11    | 0     | 0     | 0     | 1.000    |
| 通算  | 通算       | 1     | 2     | 0     | 0     | 0     | 1.000    | 113   | 60    | 175   | 23    | 12    | .911     | 219   | 282   | 8     | 13    | 0     | .957     |

### 表彰
- フレッシュオールスターゲームMVP：1回（1999年）

### 記録
- 初出場：1999年7月15日、対阪神タイガース16回戦（阪神甲子園球場）、9回表に斎藤隆の代打で出場
- 初打席：同上、9回表に伊藤敦規から二塁ゴロ
- 初先発出場：2001年9月27日、対阪神タイガース27回戦（横浜スタジアム）、8番・左翼手で先発出場
- 初打点：2001年9月29日、対広島東洋カープ26回戦（横浜スタジアム）、5回裏に黒田博樹から左犠飛
- 初安打：2002年9月4日、対中日ドラゴンズ22回戦（横浜スタジアム）、10回裏に落合英二から中前安打
- 初本塁打：2002年9月7日、対阪神タイガース24回戦（阪神甲子園球場）、2回表に川尻哲郎から右中間越ソロ
- 初盗塁：2002年9月16日、対読売ジャイアンツ25回戦（東京ドーム）、4回表に二盗（投手：真田裕貴、捕手：阿部慎之助）

### 背番号
- 3（1999年 - 2001年）
- 33（2002年 - 2007年）
- 46（2008年 - 2009年）
- 19（2013年）

## 戦績
| 総合格闘技 戦績 | 総合格闘技 戦績 | 総合格闘技 戦績 | 総合格闘技 戦績 | 総合格闘技 戦績 | 総合格闘技 戦績 | 総合格闘技 戦績 |
| --------------- | --------------- | --------------- | --------------- | --------------- | --------------- | --------------- |
| 2 試合          | (T)KO           | 一本            | 判定            | その他          | 引き分け        | 無効試合        |
| 1 勝            | 0               | 0               | 1               | 0               | 0               | 0               |
| 1 敗            | 0               | 0               | 1               | 0               | 0               | 0               |

| 勝敗 | 対戦相手           | 試合結果          | 大会名                            | 開催年月日     |
| ○    | 海老名義隆         | 5分2R終了 判定2-0 | DEEP 53 IMPACT 〜小路晃引退興行〜 | 2011年4月22日  |
| ×    | アンディ・オロゴン | 5分3R終了 判定0-3 | Dynamite!! 〜勇気のチカラ2010〜   | 2010年12月31日 |

## 関連情報

### 関連書籍
- 『プロ野球 戦力外通告を受けた男たちの涙』（美山和也・加藤慶・田口元義共著、宝島SUGOI文庫、2012年5月、ISBN 9784796697262）
- 『戦力外通告：第2の人生を生き抜く男たち』（遠藤宏一郎・TBS「バースデイ」取材班共著、朝日新聞出版、2012年12月、ISBN 9784022510372）